# Čičovec
Čičovec (mađ. Somogycsicsó) je selo u južnoj zapadnoj Mađarskoj.
Zauzima površinu od 12,38 km četvornih.

## Zemljopisni položaj
Nalazi se na 46° 18′ 37,37″ sjeverne zemljopisne širine i 17° 7′ 55,13″ istočne zemljopisne dužine.
Agnezlački arboretum i Iharos su sjeverozapadno, Berinja je sjeverno-sjeverozapadno, Sand je sjeverno, Inke i Csáktanya su sjeverno-sjeveroistočno, šuma Baláta-tó i selo Kaszó su istočno, Szenta je jugoistočno, Brežnjica je južno, Čurguj je jugozapadno, Csurgónagymarton, Porrog, Supal i Sekral su zapadno-jugozapadno. 

## Upravna organizacija
Nalazi se u Čurgujskoj mikroregiji u Šomođskoj županiji. Poštanski broj je 8726.

## Promet
Državna cestovna prometnica br. 61 prolazi 6 km sjeverno. 5 km južno od sela prolazi željeznička pruga Dumvar – Đikeniš.

## Stanovništvo
Čičovec ima 228 stanovnika (2001.). Skoro svi su Mađari. 4,3% su Romi.

## Vanjske poveznice
- (mađarski) Čičovec  Arhivirana inačica izvorne stranice od 10. travnja 2014. (Wayback Machine)